# Cariobaudes
Cariobaudes (fl. 407-408) fue un militar romano occidental. Ocupó el cargo de magister equitum per Gallias entre los años 407 y 408 bajo el gobierno de Honorio. Sucedió en el puesto a Sarus.

## Biografía
No se conoce su fecha y lugar de nacimiento aunque, por su nombre, se supone que era un bárbaro reclutado por el ejército romano. Probablemente pertenecía al pueblo de los alamanes ya que un rey de estos también portaba ese mismo nombre.
Meses después de la invasión de la Galia por los alanos, vándalos y suevos en el cambio de año del 406 al 407, se produjo el desembarco en Bolonia (Boulogne-sur-Mer) de Constantino de Britania. Los comitatenses de la Galia tenían órdenes, entonces, de enfrentarse al usurpador en lugar de a los invasores bárbaros. Sin embargo, ante la llegada de Constantino optaron por rebelarse y unirse a él tras asesinar su comandante, el magister equitum Flavio Gaudencio. Ese mismo año 407, Estilicón envió a Sarus con tropas de Italia para enfrentarse al usurpador. Los generales de Constantino le hicieron frente con éxito y pudieron derrotarlo y obligarle a abandonar la Galia.
Cariobaudes fue nombrado como sustituto de Sarus por la corte de Rávena y enviado con el objetivo de intentar recuperar la lealtad de las unidades que se habían cambiado de bando, algo en lo que parece que no tuvo éxito. Se instaló en Arlés aunque no pudo sostenerse allí y la ciudad fue finalmente tomada por las tropas de Constantino a finales de 407 o en los primeros meses del 408. Ante esta situación, Cariobaudes huyó a Italia junto a Limenio quien, como prefecto del pretorio, estaba al cargo de la administración civil.
En el verano del 408 se produjo una rebelión de las tropas romanas estacionadas en Ticinium (Pavía) descontentas sobre la manera en que Estilicón estaba afrontando la invasión de la Galia y la usurpación de Constantino. Cariobaudes era uno de los más destacados seguidores de Estilicón por lo que fue uno de los primeros en ser asesinado, el 13 de agosto.
El cargo de magister equitum per Galias quedó vacante tras su muerte y no se conoce que fuese ocupado por otra persona hasta el nombramiento de Flavio Aecio en el año 425.